# Aprelivka, Djankoi
Aprelivka (în ucraineană Апрелівка) este un sat în comuna Prostorne din raionul Djankoi, Republica Autonomă Crimeea, Ucraina.

## Demografie
Componența lingvistică a localității Aprelivka
     Rusă (73,87%)
     Ucraineană (19,47%)
     Tătară crimeeană (3,47%)
     Alte limbi (0,27%)
Conform recensământului din 2001, majoritatea populației localității Aprelivka era vorbitoare de rusă (73,87%), existând în minoritate și vorbitori de ucraineană (19,47%) și tătară crimeeană (3,47%).